# ایوون بورژوا
 ایوون بورژوا (فرانسوی: Yvonne Bourgeois‎؛ زاده ۸ آوریل ۱۹۰۲) یک تنیس‌باز اهل فرانسه است.